# Katherine MacDonald
Katherine Agnew MacDonald (Pittsburgh, Pensilvania, 14 de diciembre de 1891 – Santa Bárbara (California), 4 de junio de 1956) fue una actriz y productora cinematográfica estadounidense. 

## Carrera
Nacida en Pittsburgh, Pensilvania, empezó su carrera como modelo en la ciudad de Nueva York en la década de 1910. En 1917 MacDonald se mudó a Los Ángeles, siendo la primera mujer productora cinematográfica de Hollywood, rodando nueve cintas para su compañía, Katherine MacDonald Pictures entre 1919 y 1921. 
MacDonald estuvo en la lista de las actrices mejor pagadas en 1920, ganando unos 50.000 dólares por película con un contrato con First National. Alcanzó la cima de su popularidad entre 1920 y 1923, y desde 1922 a 1925 produjo para B.P. Schulberg. A pesar de ello solo fue considerada como un talento menor dentro de la industria cinematográfica, aunque su figura le valiera el apodo de "American Beauty (Belleza Americana)".
Su primer papel de importancia llegó con el film Shark Monroe (1918), trabajando con William S. Hart. Actuaría en diferentes títulos de cine mudo, entre ellos The Squaw Man (1918), Mr. Fix-It (1918), Passion's Playground (1920), Beautiful Liar (1921), Stranger than Fiction (1921), y The Infidel (1922). Sus cintas eran habitualmente dramas románticos, y a partir de 1923 MacDonald solo rodó tres películas, una en 1924, otra en 1925 y una última en 1926.

## Vida personal
La carrera de MacDonald estuvo rodeada por la controversia aparecida en su vida privada. Tuvo una disputa pública con su hermana, la también actriz del cine mudo Mary MacLaren. Las columnas de chismes, además, alimentaron el rumor de una aventura de la actriz con el presidente de los Estados Unidos Woodrow Wilson, poco probable dado el ictus sufrido por él en 1919.  
Mientras trabajaba como modelo en Nueva York, MacDonald conoció a su primer marido, el artista K. Malcolm Struss. Se casaron en 1910, pero se divorciaron en 1919. Posteriormente, en 1924, volvió a casarse, en esta ocasión con Charles S. Johnston, un joven millonario de Chicago con el que tuvo un hijo, Britt. La pareja se divorció en 1926. 
En 1928 se casó con Christian R. Holmes, heredero de la compañía Fleischmann's yeast, y tatarabuelo de la estafadora de Silicon Valley: Elizabeth Holmes, pero el matrimonio acabó con un sensacional juicio por divorcio en 1931. MacDonald acusaba a su marido de crueldad, y Holmes contraatacó afirmando que MacDonald había tenido aventuras extramatrimoniales. MacDonald y Holmes tuvieron una hija, Ann.
Tras dejar la industria del cine MacDonald dirigió un exitoso negocio de cosméticos entre finales de la década de 1920 e inicios de la de 1930. Más tarde, MacDonald sufrió de diabetes y en 1954 requirió la amputación de su pierna derecha. Katherine MacDonald falleció en Santa Bárbara (California) en 1956. Fue enterrada en el cementerio de dicha población. 
A MacDonald le concedieron una estrella en el Paseo de la Fama de Hollywood, en el 6759 de Hollywood Boulevard, por su trabajo para el cine.